# Mhuwe
Mhuwe (Mhwee, Mhuiwe, Mehuwe, Mhwe, Mhuuwe, Mamuui, Maaleew, Malew), Mhuwe je ledeni div ljudožder iz legende kod Indijanaca Lenni Lenape i Munsee, poput Windiga iz plemena Ojibway i Cree. Nikada nije zabilježeno mnogo priča o Mhuweu, ali poput poznatijeg Windiga, Mhuwe je bio zastrašujuće čudovište povezano s izgladnjivanjem, kanibalizmom i grijehom. Osoba koja je probala ljudsko meso ili poludjela od hladnoće mogla bi se pretvoriti u Mhuwea, a u barem jednoj legendi Lenapea, Mhuwe čudovište s kojim se postupa ljubazno i kojem se daje civilizirana hrana može se pretvoriti natrag u čovjeka.